# Verkehrsrot

Rote Umweltplakette

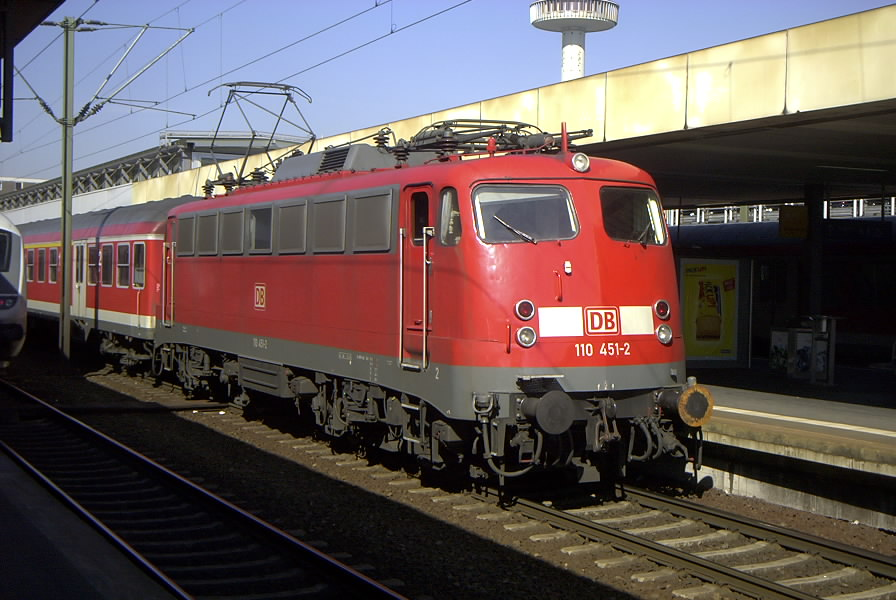
E-Lok der Baureihe 110 in verkehrsroter Lackierung in Hannover Hbf

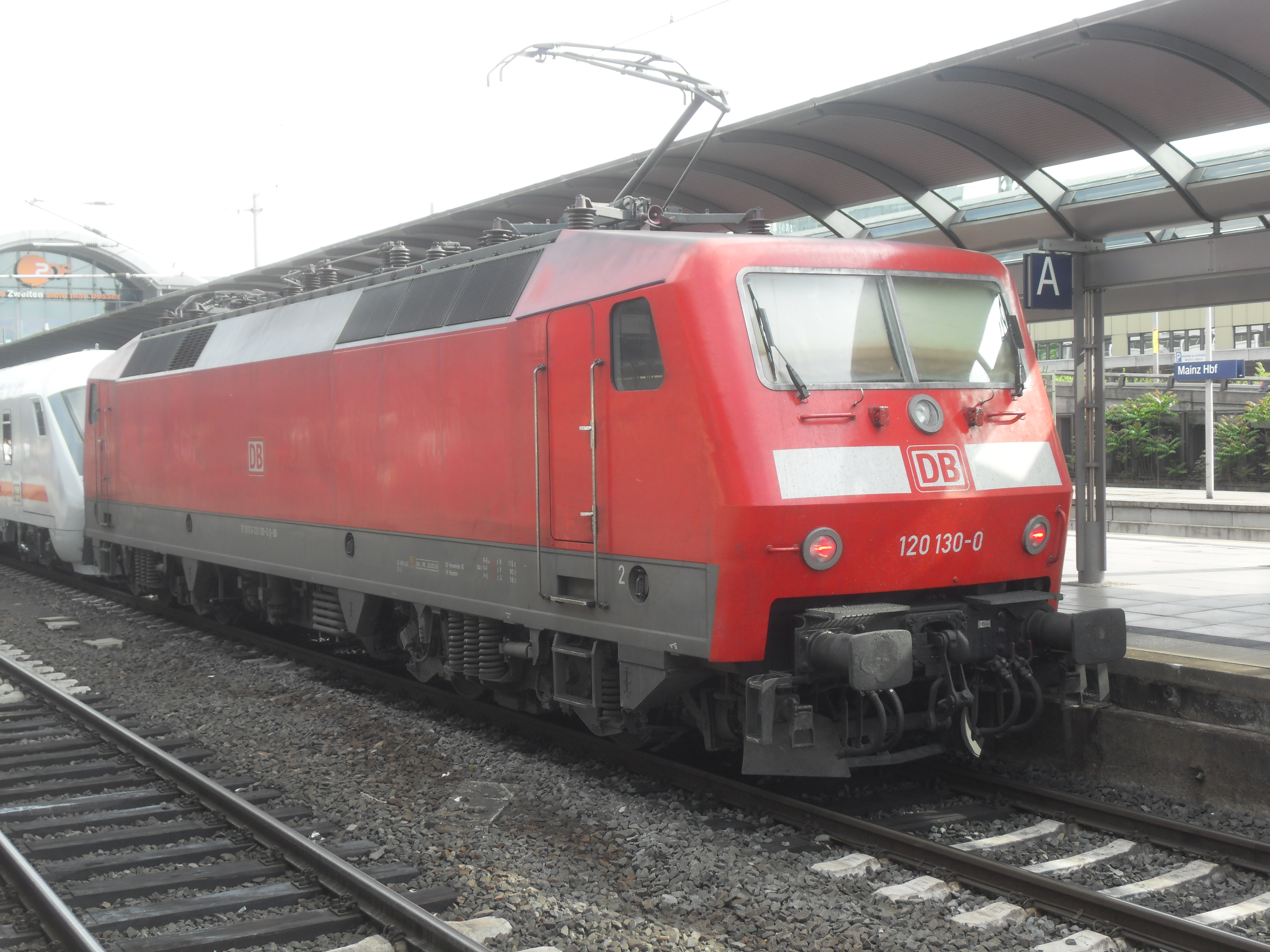
Ein InterCity mit einer Lokomotive der DB-Baureihe 120 in Verkehrsrot bei einem Verkehrshalt im Mainzer Hauptbahnhof

Verkehrsrot ist die Bezeichnung für die RAL-Farbe 3020 (HEX: C1121C, CMYK: 0c 100m 100y 10k). Sie wird als verkehrsrot bezeichnet, weil sie wegen ihres Signalcharakters insbesondere im Straßenverkehr zum Einsatz kommt. Der rote Farbanteil von Verkehrsschildern wird in Verkehrsrot aufgebracht. Auch die Umweltplaketten für Kraftfahrzeuge der Schadstoffklasse 2 haben die Grundfarbe Verkehrsrot.

## Deutsche Bahn
Aufgrund ihres Signalcharakters und ihrer Bedeutungsverknüpfung mit dem Begriff „Verkehr“ setzt die Deutsche Bahn seit 1996 die Farbe Verkehrsrot als Kennfarbe ihres Fahrzeugparks im Rahmen der Corporate Identity ein.
Ab 1996 wurde das Verkehrsrot gemeinsam mit Lichtgrau (RAL 7035) als Kontrastfarbe für alle Fahrzeuge eingeführt. Reisezugwagen und Triebwagen des Regionalverkehrs erhielten einen verkehrsroten Wagenkasten, die Türen zur besseren Erkennung eine lichtgraue Farbgebung. Ursprünglich war vorgesehen, den Kasten lichtgrau und die Türen rot zu lackieren. Hier intervenierte jedoch der DB-Geschäftsbereich Fernverkehr, der eine Verwechslung mit dem ICE befürchtete. Die Fahrzeuge des Fernverkehrs waren gekennzeichnet durch ein Fensterband in verkehrsrot bei lichtgrauem Wagenkasten. Bei der ICE-Flotte wurde der zweifarbige, überwiegend orientrote Farbstreifen – die sogenannte Produktlackierung – durch einen in Verkehrsrot ersetzt, siehe Design des ICE.
Der Fahrzeugpark für den InterRegio- und InterCity-Verkehr wurde im Jahre 2001 auf das für ICE-Züge bestimmte Farbkonzept umgestellt. Nur die Wagen der von DB AutoZug betriebenen Züge zeigten sich noch im Oktober 2009 im 1996er Farbdesign. Neben Waggons werden auch Triebfahrzeuge wie Triebwagen und Lokomotiven in verkehrsrot umgestaltet; neue Fahrzeuge bekommen schon ab Werk diesen Anstrich. Die Umsetzung des derzeit aktuellen Farbkonzeptes ist seit etwa 2005 so gut wie abgeschlossen, die sehr wenigen verbliebenen Fahrzeuge im Lack älterer Farbschemata tragen diesen meist gewollt, da sie z. B. als künftige Museumsfahrzeuge vorgesehen sind.
Auch die Güterwagenflotte von DB Cargo wurde nach und nach auf das neue Farbkonzept umgestellt, ebenso die Lokomotiven von DB Schenker Nederland. Dabei wurden die Wagen vom Drehgestell bis zum Dach oft komplett in Verkehrsrot lackiert. Allerdings stellte man in den vergangenen Jahren fest, dass die verkehrsrote Farbgebung im Gegensatz zum früher verwendeten Rotbraun (RAL 8012) im rauen Betriebsalltag rasch gut sichtbar verschmutzt und die Fahrzeuge unansehnlich werden. Deshalb wurden in letzter Zeit einige neue Güterwagen wieder rotbraun oder in anderen geeigneten Farben lackiert (schwarz, dunkelblau- oder grün) ausgeliefert. Da die Umlackierung in Verkehrsrot nur bei Ausbesserungen im Bedarfsfall erfolgte, gibt es noch viele Güterwagen, die noch in der alten rotbraunen Farbgebung verkehren.

## Bahnen in der Schweiz und in Österreich

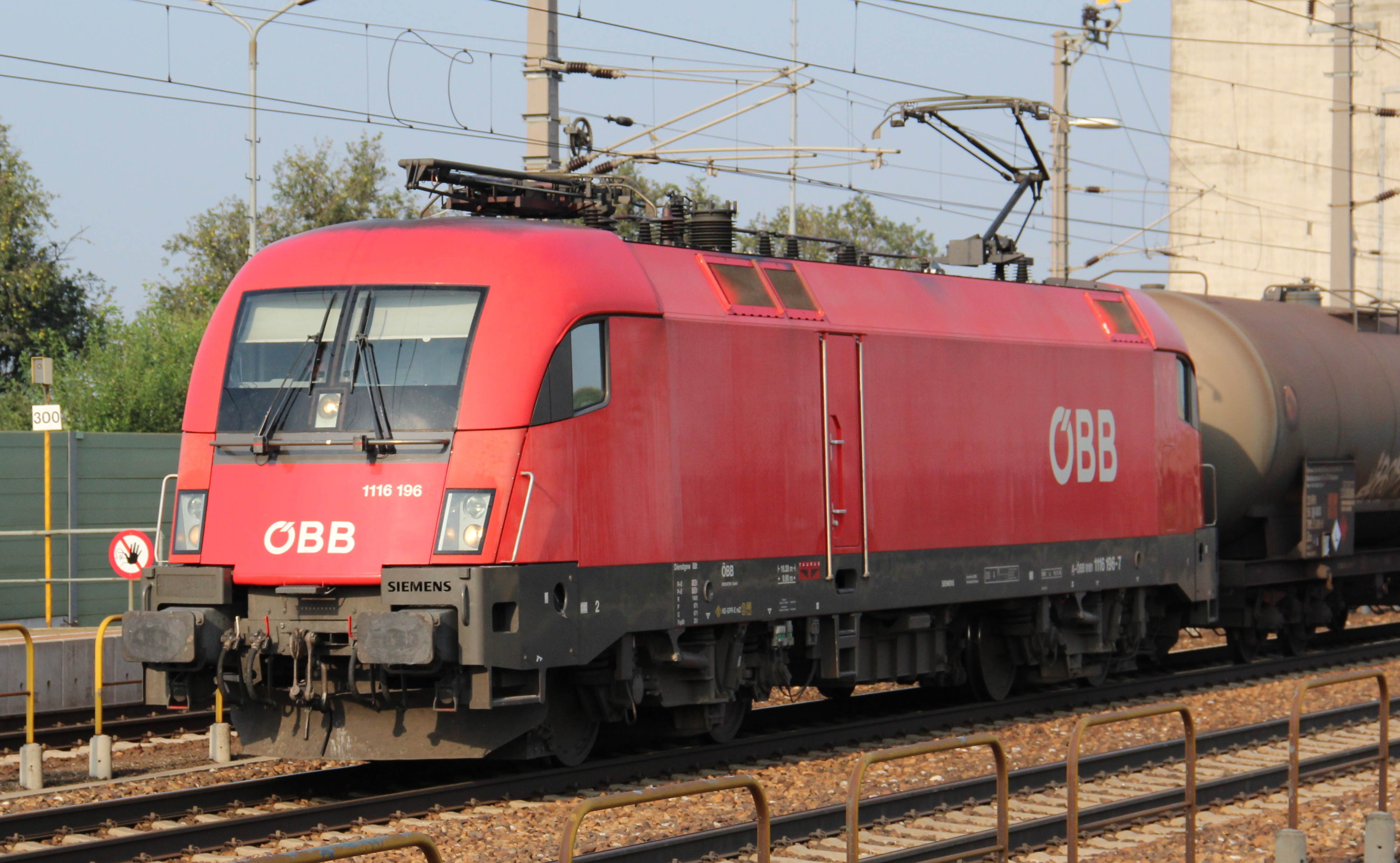
ÖBB-Baureihe 1116

Neben der Deutschen Bahn lackieren auch die Österreichischen Bundesbahnen (ÖBB) ihre neuen Triebfahrzeuge in Verkehrsrot. Die ÖBB führten dieses Konzept bereits 1987 für die für den internationalen Einsatz bestimmten Eurofima-Wagen ein, es ersetzte damals die reinorange-lichtgraue C1-Lackierung aus den 1970er Jahren und war mit einem umbragrauen (RAL 7022) Fensterband kombiniert. Dieses Farbkonzept entsprach im Wesentlichen dem ursprünglichen Farbkonzept der S-Bahn-Fahrzeugbaureihe 485 der Berliner S-Bahn. In Österreich wurde dieses Konzept für den Fernverkehrspark ab 2001 auf Anordnung ihres Direktors Rüdiger vorm Walde wieder verlassen.
Auch in der Schweiz benutzen die  Schweizerischen Bundesbahnen (SBB) Verkehrsrot im Rahmen ihrer Corporate Identity auf Fahrzeugen und auch in der Beschriftung von Gebäuden etc., zusammen mit schwarz (RAL 9005) und weiß (RAL 9010).

## Andere Länder
Fahrzeuge mit mehr oder weniger verkehrsroten Anteilen verkehren heute auch in Israel, Spanien und Großbritannien (u. a. Virgin Trains, Transport for Wales).